# Fujifilm
Fujifilm Holdings Corporation, más conocida como Fujifilm o simplemente Fuji  (富士フイルム株式会社  Fujifuirumu Kabushiki-kaisha?), es una corporación multinacional japonesa fundada en 1934 especializada en cámaras e imágenes fotográficas, además de diversos productos y servicios relacionados con la fotografía e imagen. Con sede en Tokio (Japón), es actualmente uno de los líderes en el sector de la fotografía y de la óptica.
Las principales actividades de Fujifilm son el desarrollo, producción, venta y servicio de película fotográfica en color, cámaras digitales, equipamiento de fotoacabado, papel en color, productos químicos para fotofinal, equipo de imagimática médico, equipamiento y materiales para artes gráficas, pantallas planas, dispositivos ópticos, fotocopiadoras e impresoras.

## Historia

### SigloXX
Fuji Photo Film Co., Ltd. se estableció en 1934 con el objetivo de ser el primer productor japonés de películas fotográficas. Llevando a cabo un esfuerzo sostenido en esta área durante los siguientes 10 años, la compañía alcanzó la producción nacional de películas fotográficas, películas cinematográficas e impresión de las películas fotográficas en rayos X. En los años 40, Fuji Photo entró en los mercados de los cristales ópticos, lentes y equipos. Después de la Segunda Guerra Mundial, la empresa promovió la diversificación, introduciéndose en los sectores médico (diagnóstico con rayos X), de la impresión, de imágenes electrónicas y de los materiales magnéticos. En 1962, Fuji Photo y la empresa británica Rank Xerox Limited (ahora Xerox Limited), lanzaron Fuji Xerox Co., Ltd., una joint venture (empresa conjunta).
Desde mediados de 1950, Fuji Photo ha acelerado el establecimiento de las bases de ventas internacionales. En la década de 1980, con el objetivo de lanzar su marca Fujifilm internacionalmente, Fuji Photo expandió la producción y otras bases en el extranjero, acelerando el ritmo de la globalización de su negocio. Por otra parte, Fuji Photo lideró la industria en el desarrollo de las tecnologías digitales para su aplicación en las empresas relacionadas con la fotografía, medicina e impresión. Estas tecnologías permitieron a Fuji Photo convertirse en una fuerza impulsora en el desarrollo de estos mercados de traspasos.

### SigloXXI
El comienzo del nuevo milenio fue testigo de la rápida propagación de la aplicación de la tecnología digital en las cámaras. La demanda de películas fotográficas mostraron una caída repentina en detrimento de la creciente popularidad de las cámaras digitales. En respuesta, Fuji Photo avanzó reformas en su dirección de negocio apuntadas a la realización de transformaciones drásticas en su estructura de negocio. En octubre de 2006, Fuji Photo adoptó un sistema de holding y estableció la FUJIFILM Holdings Corporation, que dio la bienvenida a las dos empresas bajo las que opera - FUJIFILM la Corporación y Xerox Fuji -. Bajo este sistema, el Grupo de Fujifilm promovió reformas estructurales en el segmento de soluciones de imágenes y las estrategias de crecimiento en los ámbitos prioritarios de negocio. Estas iniciativas permitieron a la compañía lograr una fuerte mejora de rendimiento y por consiguiente un récord de ingresos y de capacidad de operación en el año fiscal que terminó el 31 de marzo de 2008.
A pesar de existir unas condiciones desafiantes en su negocio, la empresa ha seguido la puesta en práctica valiente de reformas adicionales estructurales y ha formulado de nuevo sus estrategias de crecimiento. El pilar fundamental de la estrategia de crecimiento principal de Fujifilm implica actividades de sostenimiento en sus campos prioritarios de negocio que incluyen sistemas médicos / ciencias de la vida, las artes gráficas, soluciones de documentos, dispositivos ópticos, materiales altamente funcionales y de imagen digital. 
El 19 de septiembre de 2006, Fujifilm anunció planes para establecer una compañía holding, Fujifilm Holdings Corp., por lo que Fujifilm y Fuji Xerox se convirtieron en filiales del nuevo holding.

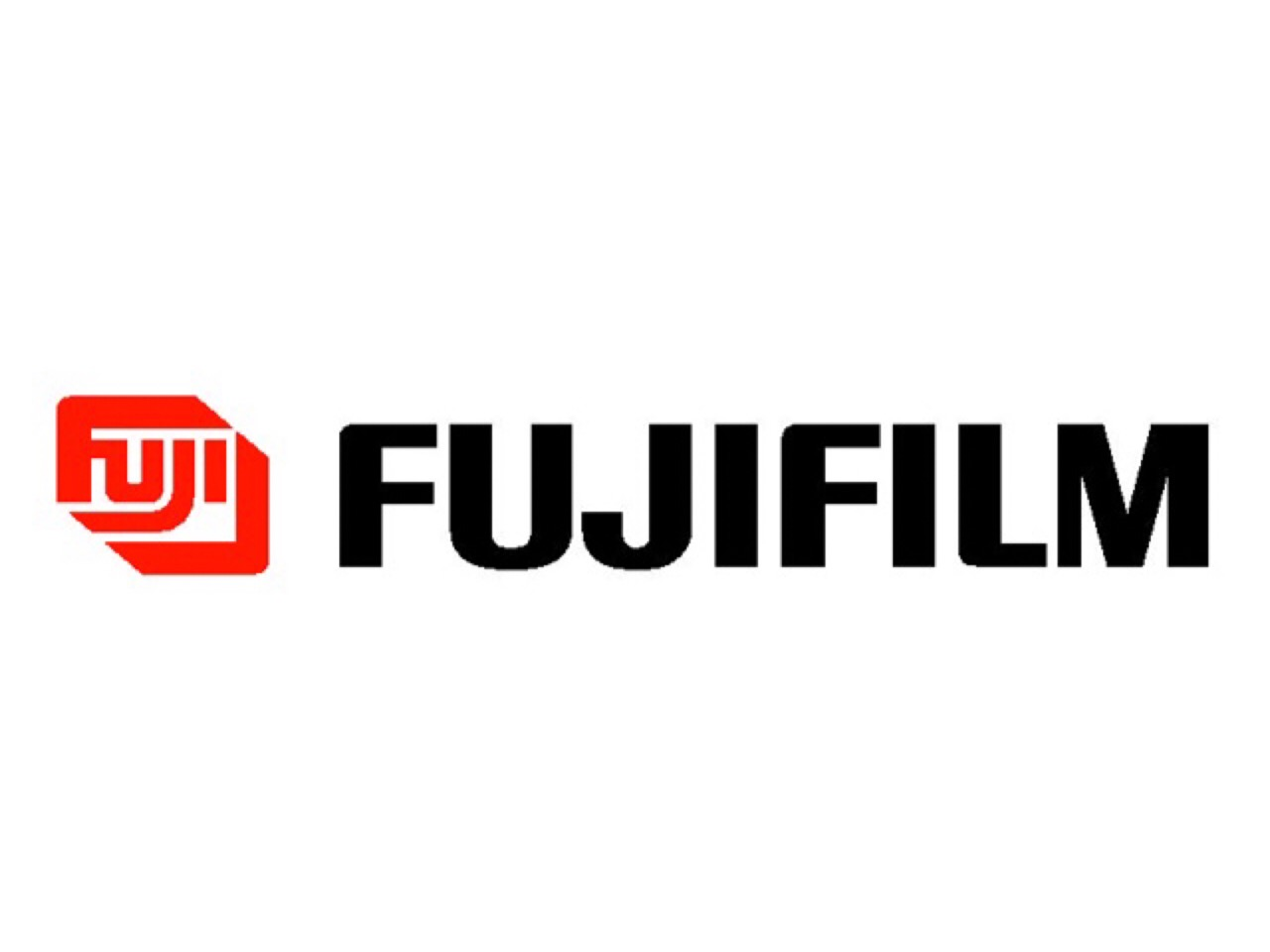
Antiguo logotipo de Fujifilm.
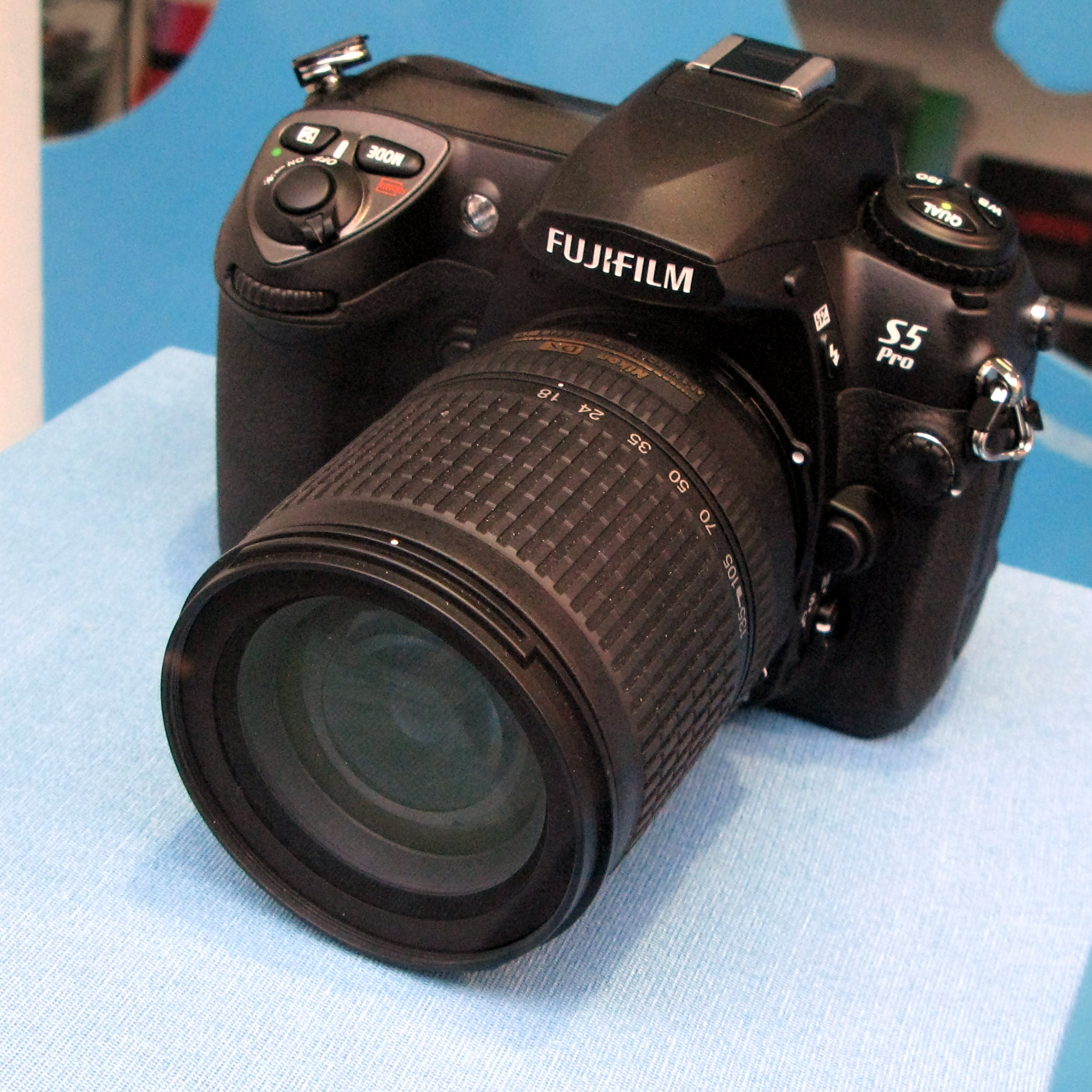
Fujifilm S5 Pro.
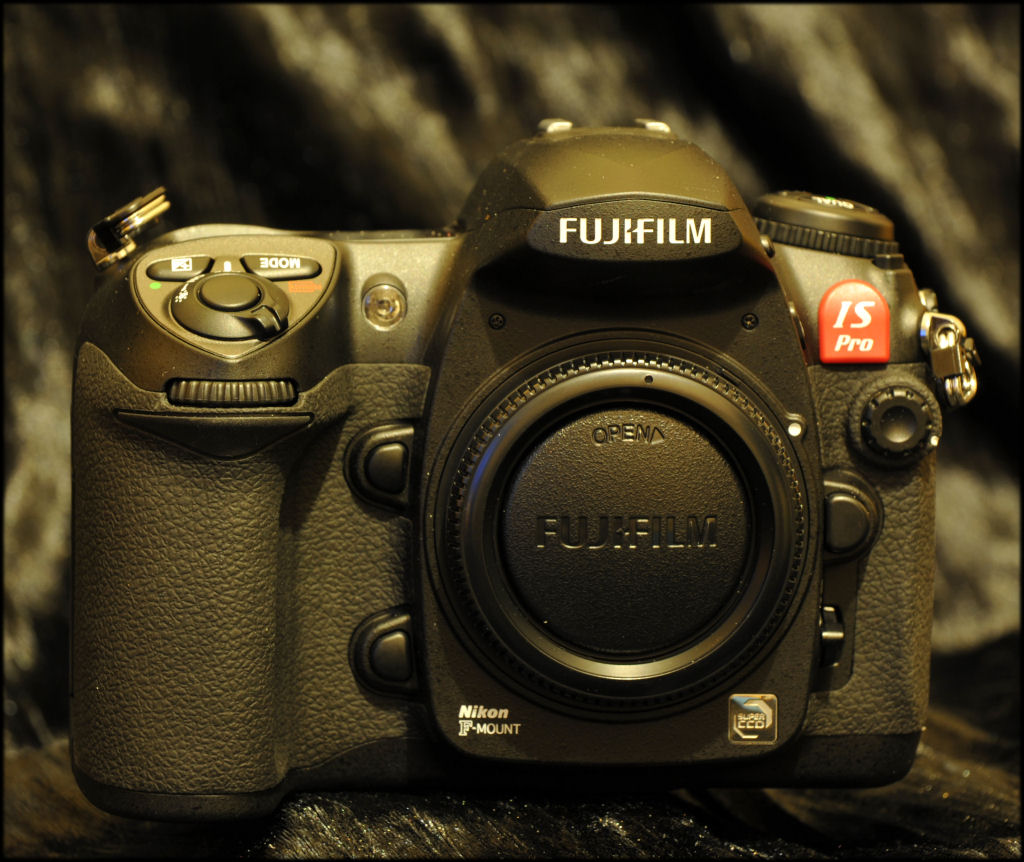
Fujifilm IS Pro.
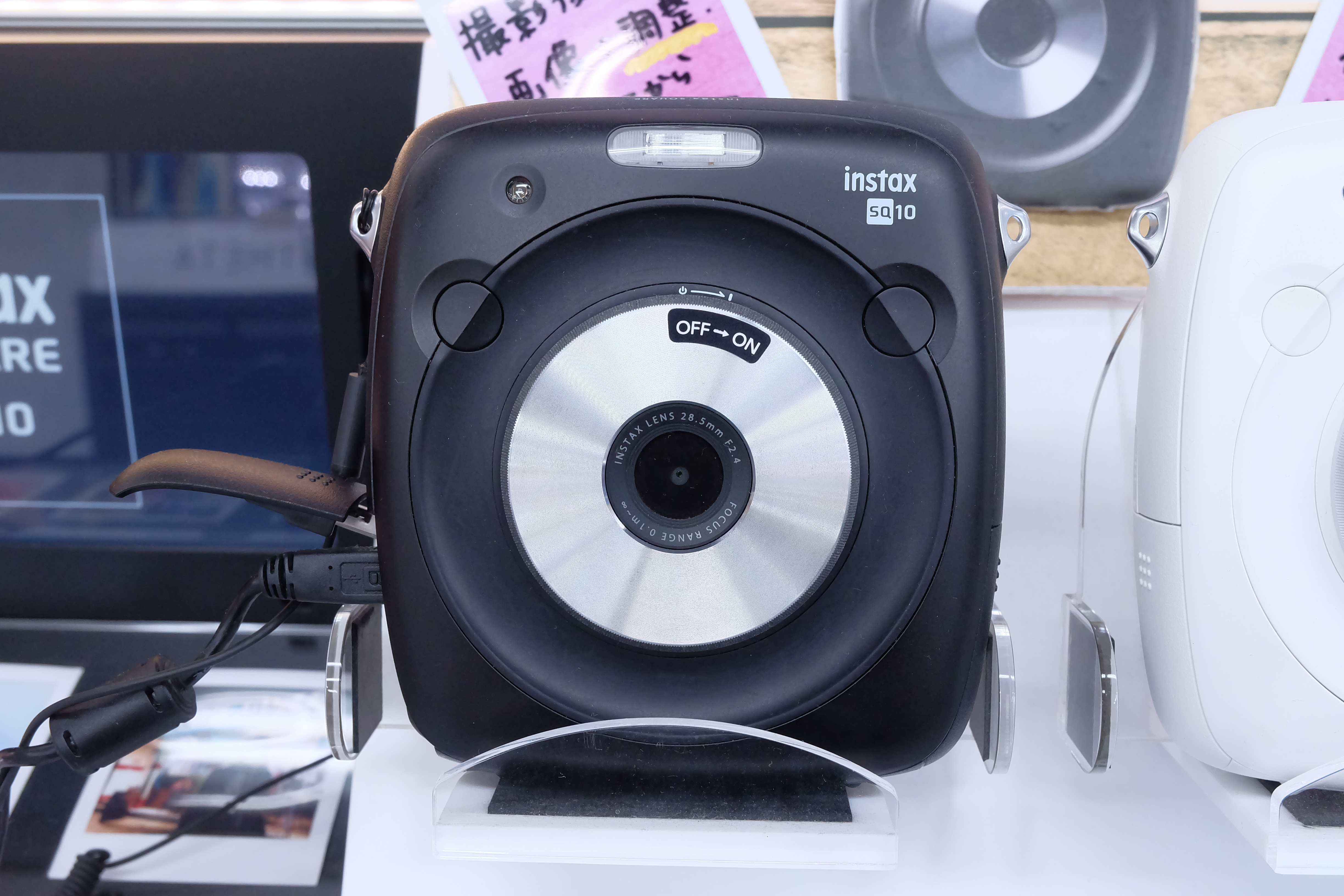
Cámara instantánea Fujifilm Instax SQUARE SQ10.
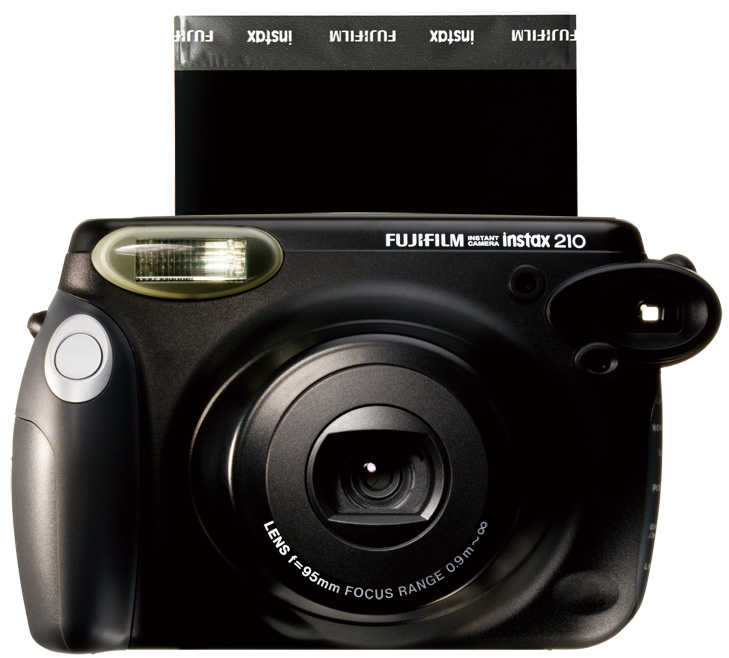
Cámara instantánea Fujifilm Instax 210.
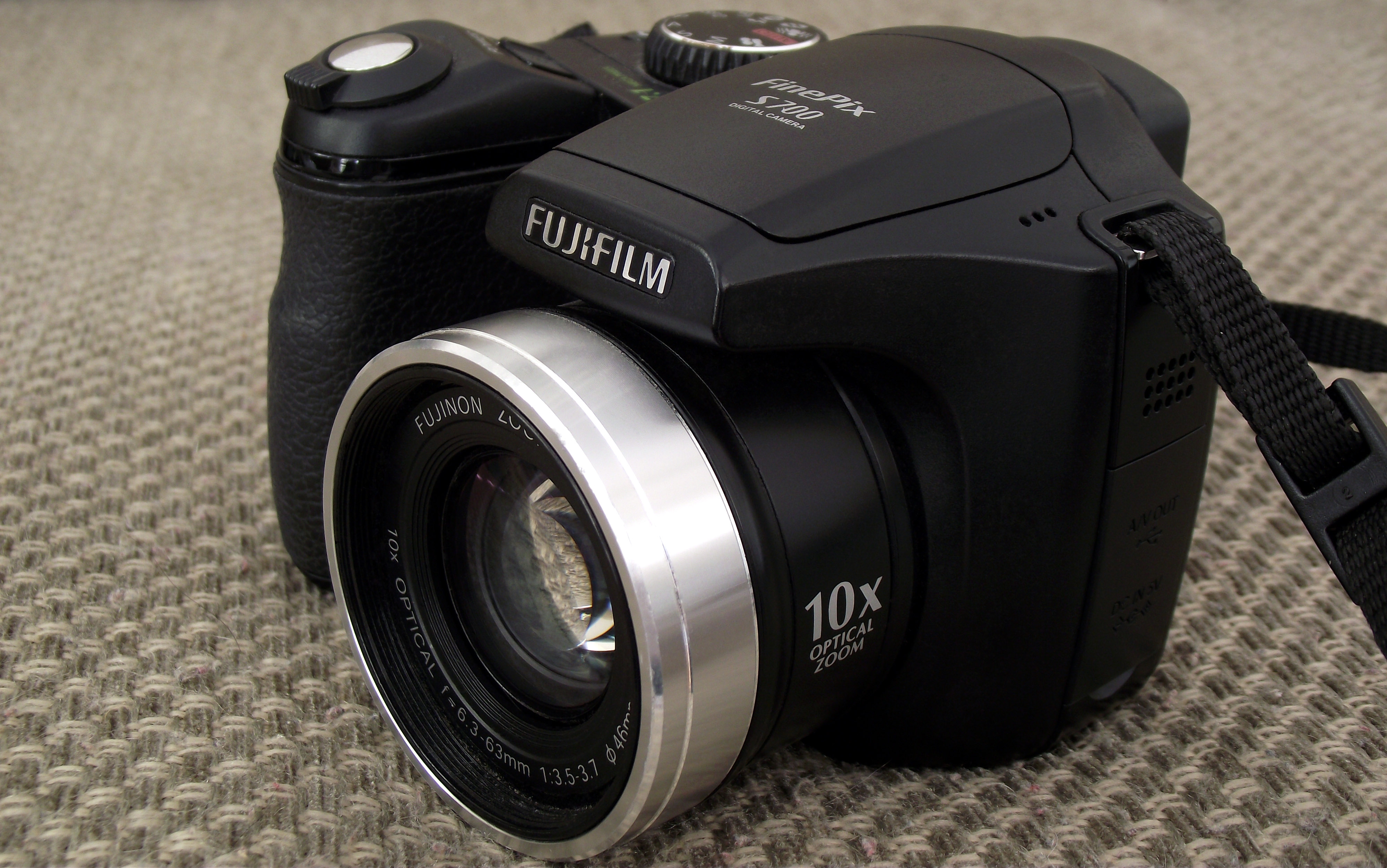
Fujifilm FinePix S700.
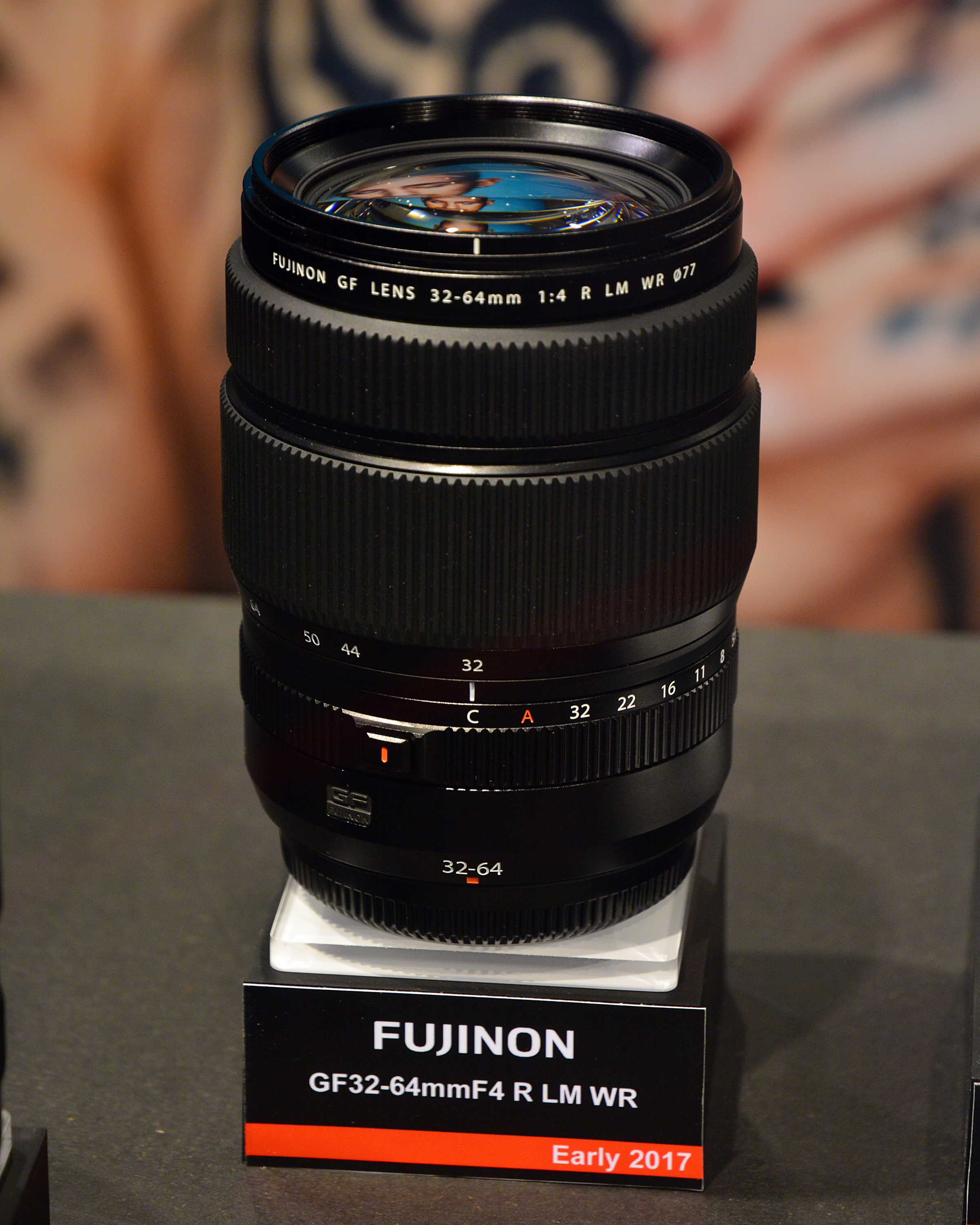
Lente Fujinon GF 32-64 mm F4 R LM WR.
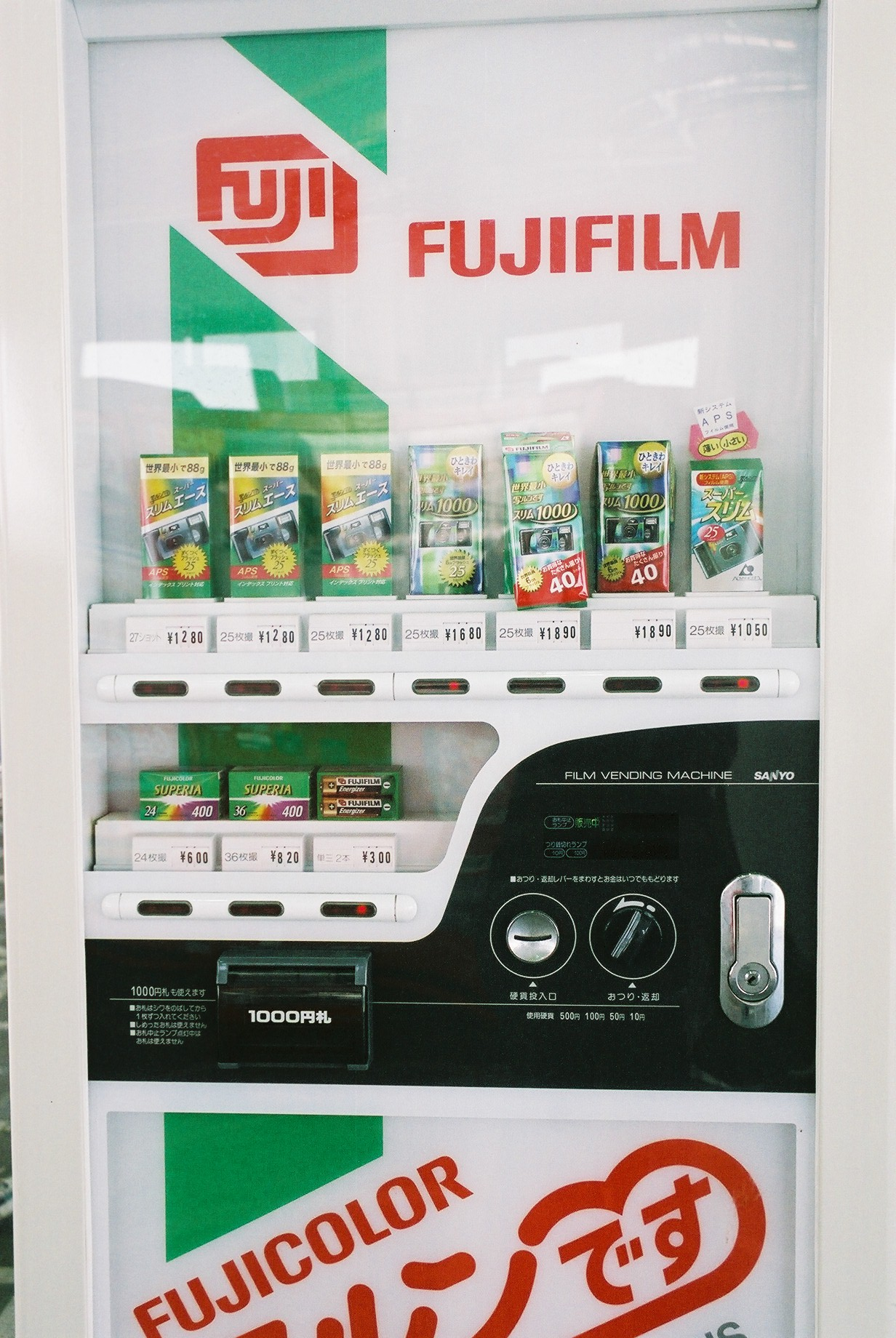
Productos de Fujifilm en una máquina expendedora de películas en Japón.
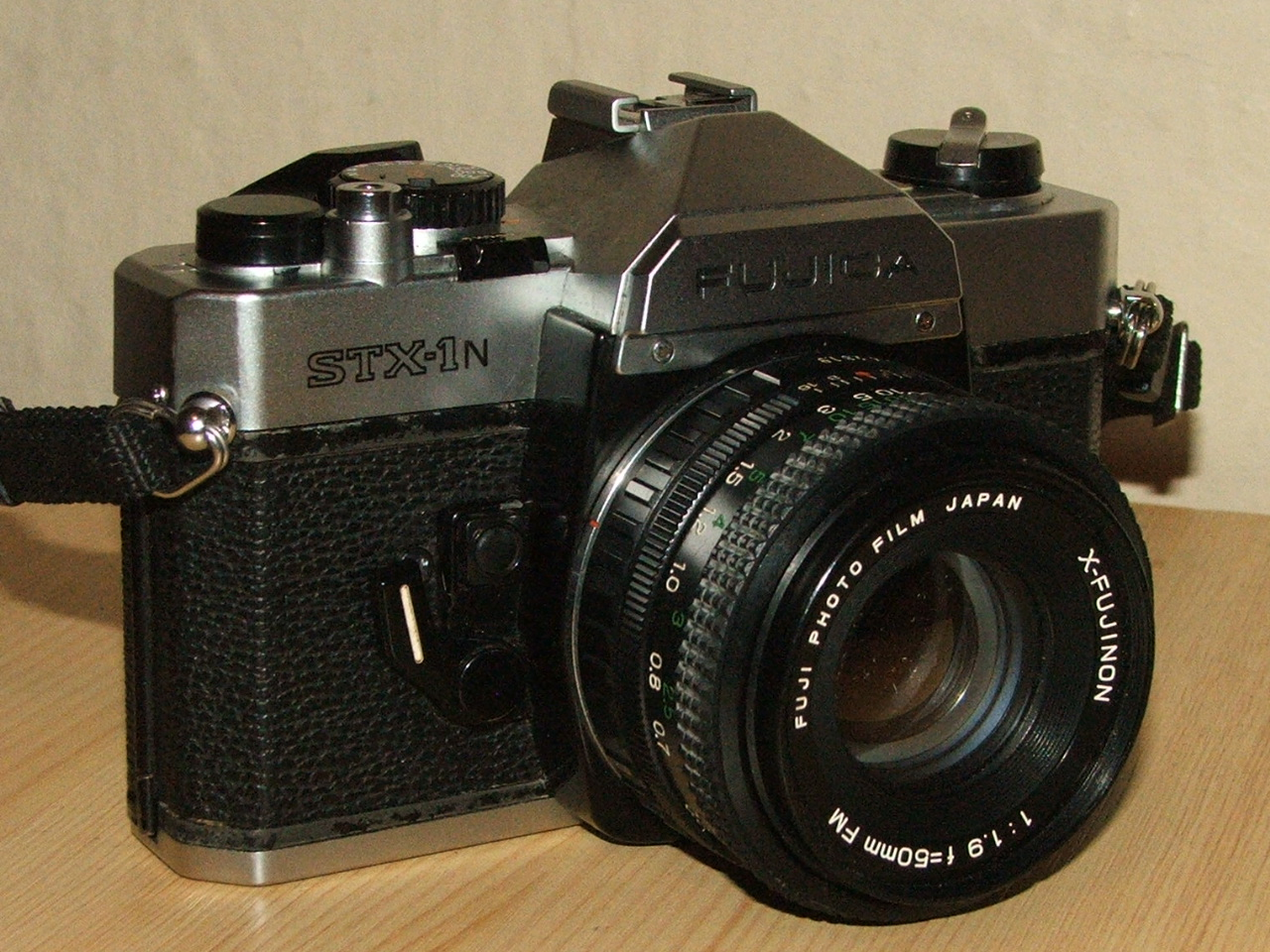
Fujifilm Fujica STX-1N.
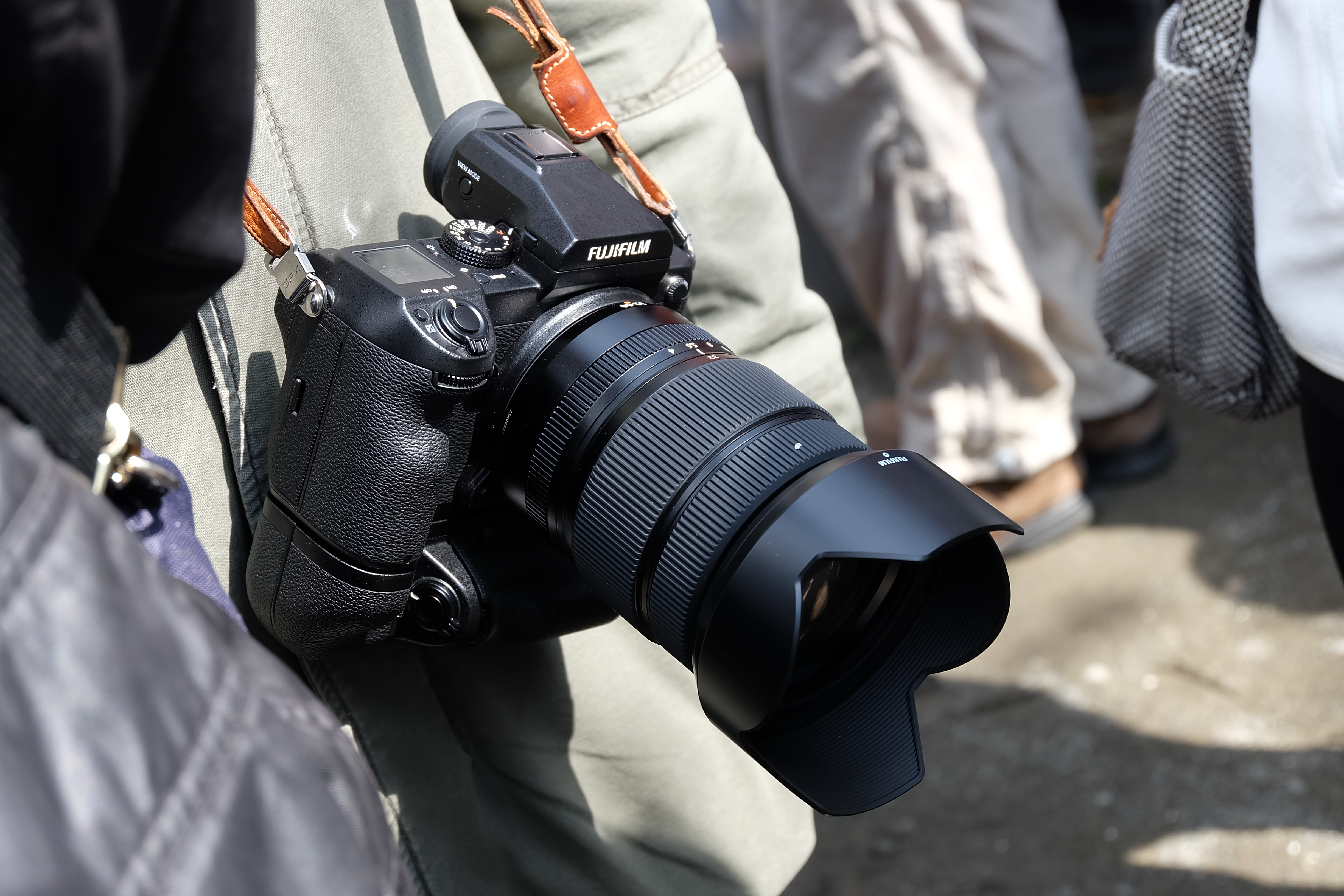
Fujifilm GFX 50S.
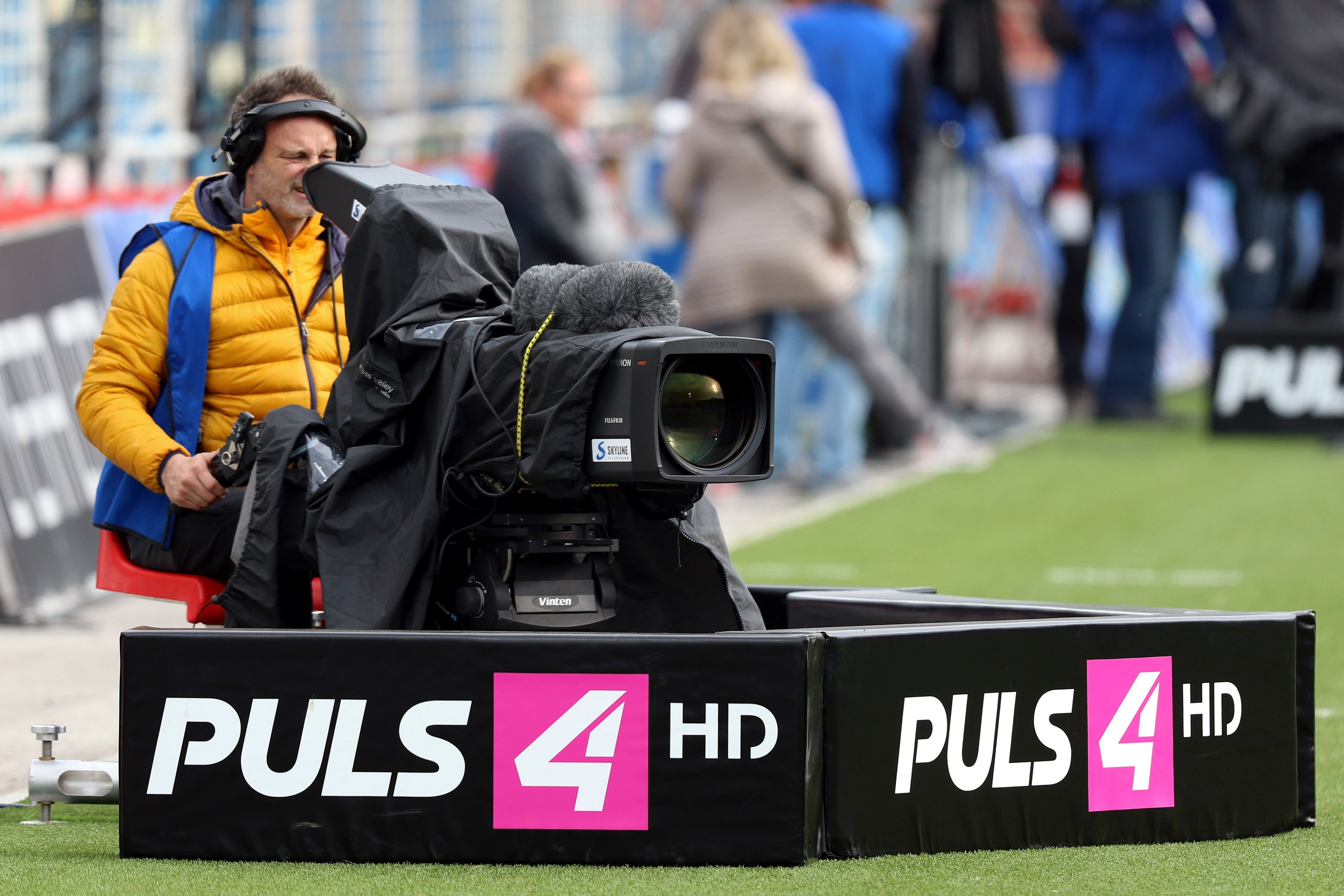
Una cámara de televisión de Fujifilm.

## Filiales
Fuji Xerox, joint venture entre Fujifilm y la empresa estadounidense Xerox Corporation.
Fujifilm compró en marzo de 2005 la empresa británica Sericol, Ltd., empresa desarrolladora de tecnologías como tintas de impresión y especializada en pantallas y tecnologías de impresión digital.

## Posición competitiva

### Patentes
En 2023, el Informe Anual del PCT de la Organización Mundial de la Propiedad Intelectual (OMPI) clasificó a Fujifilm como el vigésimo quinto lugar mundial en número de solicitudes de patentes realizadas en el marco del Sistema del PCT, con 825 solicitudes de patentes publicadas durante 2023.